# Felice di Bisanzio
Felice (in greco Φῆλιξ?; ... – 141) è stato un vescovo romano, titolare della diocesi di Bisanzio per cinque anni dal 136 al 141, come successore di Eleuterio.
La Chiesa ortodossa lo ricorda come santo il 15 aprile.